# Marcello Crescenzi (1500-1552)
Marcello Crescenzi (Roma, 1500 - Verona, 28 de maio de 1552) foi um cardeal italiano do século XVI.

## Biografia
Nasceu em Roma por volta de 1500. De uma família antiga e nobre. Filho de Mario (ou Mariano) Crescenzi e Pantasilea Capodiferro. Outros cardeais da família são Pier Paolo Crescenzi (1611) e Alessandro Crescenzi, CRS (1675).
Estudou in utroque iure, tanto direito canônico quanto civil. Clérigo romano. Cânon do capítulo da basílica patriarcal da Libéria. Auditor da Sagrada Rota Romana, 1525.
Eleito bispo de Marsi em 19 de janeiro de 1534; renunciou ao governo da diocese antes de 17 de maio de 1546. Não se sabe quando ou por quem foi consagrado.
Criado cardeal-presbítero no consistório de 2 de junho de 1542; recebeu o chapéu vermelho e o título de S. Marcello, 6 de novembro de 1542. Nomeado pelo papa para o conselho geral, 2 de novembro de 1544. Crescenzi foi administrador da sé de Conza, 5 de maio de 1546 até sua morte. Participou do conclave de 1549-1550, que elegeu o Papa Júlio III. Legado em Bolonha, 5 de março de 1550. Camerlengo do Sagrado Colégio dos Cardeais, 19 de janeiro de 1551 a 8 de janeiro de 1552. Nomeado com outros dez cardeais para a comissão para a reforma da igreja, 18 de fevereiro de 1551. Legado a latere ao Concílio de Trento, 4 de março de 1551.
Cardeal Crescenzi morreu em Verona em 28 de maio de 1552, no mosteiro dos beneditinos Olivetani, durante sua viagem de volta de Trento. Transferido para Roma e sepultado na basílica patriarcal da Libéria.